# Carl Macek
Pour les articles homonymes, voir Macek.
Carl Macek (né le 21 septembre 1951 à Pittsburgh et mort le 17 avril 2010 à Topanga) est un producteur et distributeur américain spécialisé dans l'animation. Connu pour avoir produit Robotech en 1985, c'est l'un des premiers Américains à avoir distribué des dessins animés japonais.